# Cosima Viola

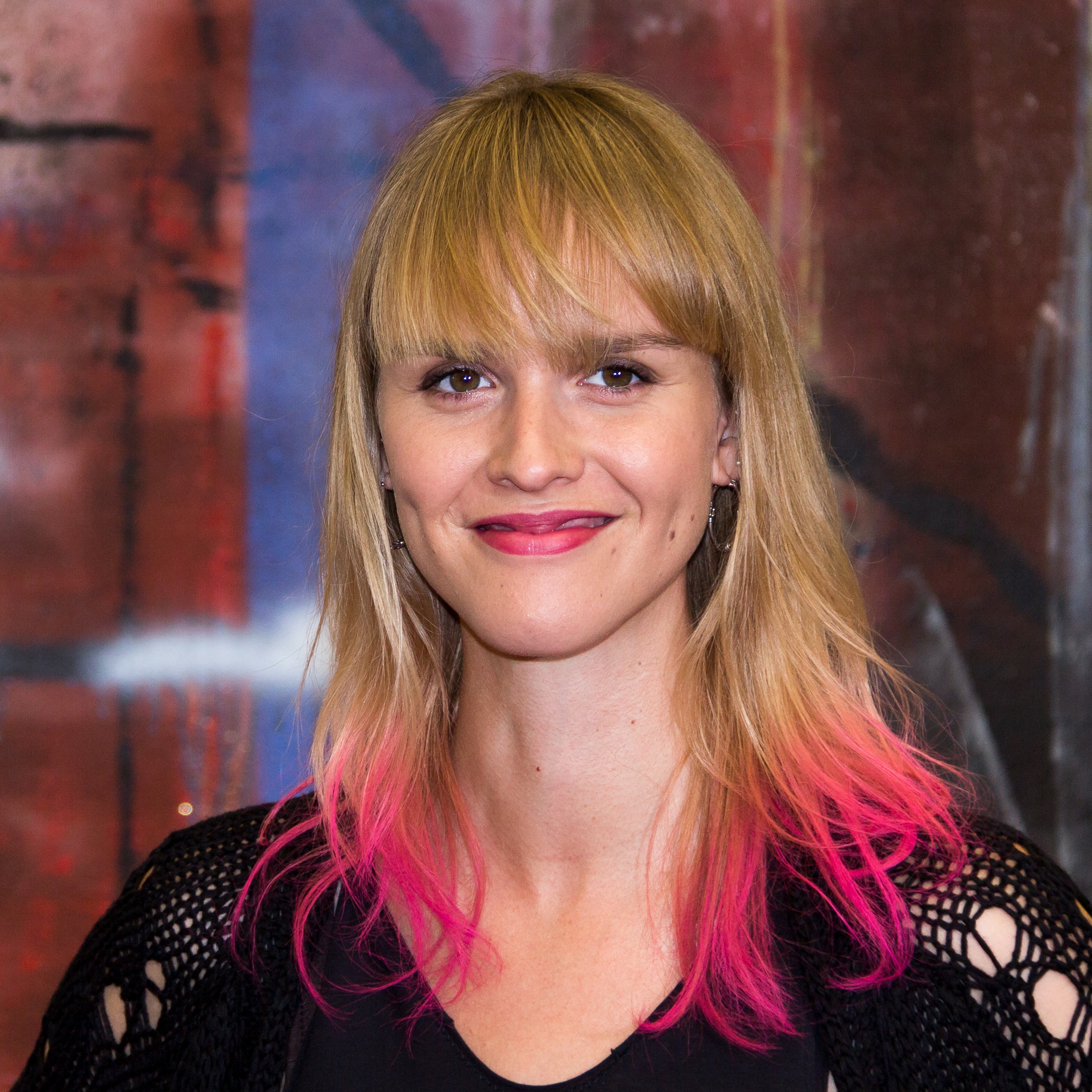
Cosima Viola (2015)

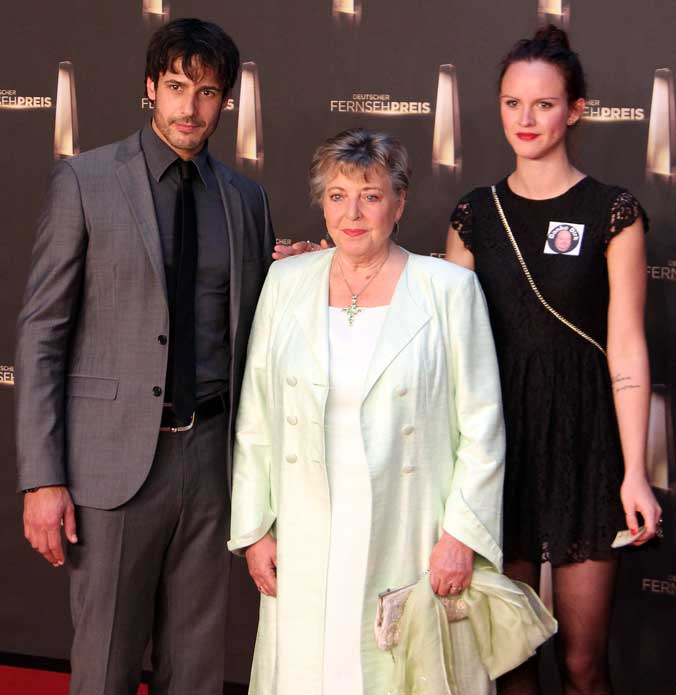
Valentin Schreyer, Marie-Luise Marjan und Cosima Viola beim Deutschen Fernsehpreis 2012

Cosima Viola (* 20. Juli 1988 in Bergisch Gladbach) ist eine deutsche Schauspielerin. Sie wurde als „Jack“ Aichinger in der Lindenstraße bekannt.

## Leben
Viola, die 2008 ihr Abitur machte, ist vor allem durch ihre schauspielerische Tätigkeit in der WDR-Fernsehserie Lindenstraße bekanntgeworden, in der sie ab Mai 2001 (Folge 808) die Rolle der Jaqueline „Jack“ Aichinger verkörperte. Daneben spielte sie Rollen in anderen Serien und Fernsehfilmen; so hatte sie beispielsweise im Jahr 1998 eine Episodenhauptrolle in Der Fahnder.
In der Oktoberausgabe 2016 posierte sie für den deutschen Playboy. Sie ist mit dem Schauspieler Valentin Schreyer liiert, der in der Lindenstraße ebenfalls ihr Partner war.
Sie lebt in Köln. Neben ihrer Muttersprache Deutsch spricht sie auch fließend Englisch.

## Filmografie
- 1998: Der Fahnder (Fernsehserie, 1 Folge)
- 2000: Geisterjäger John Sinclair (Fernsehserie, 1 Folge)
- 2000: Der Sommer mit Boiler
- 2000: Jahrestage
- 2001–2020: Lindenstraße (Fernsehserie, 365 Folgen)
- 2004: Ina & Leo
- 2008: Post Mortem – Beweise sind unsterblich (Fernsehserie, 1 Folge)
- 2008: Esra (Kurzfilm)
- 2010: Berta (Kurzfilm)
- 2012: Sushi und Gomorrha
- 2018: On va Voir (Kurzfilm)
- 2021: Mono No Aware (Kurzfilm)